# Быстров, Юрий Степанович

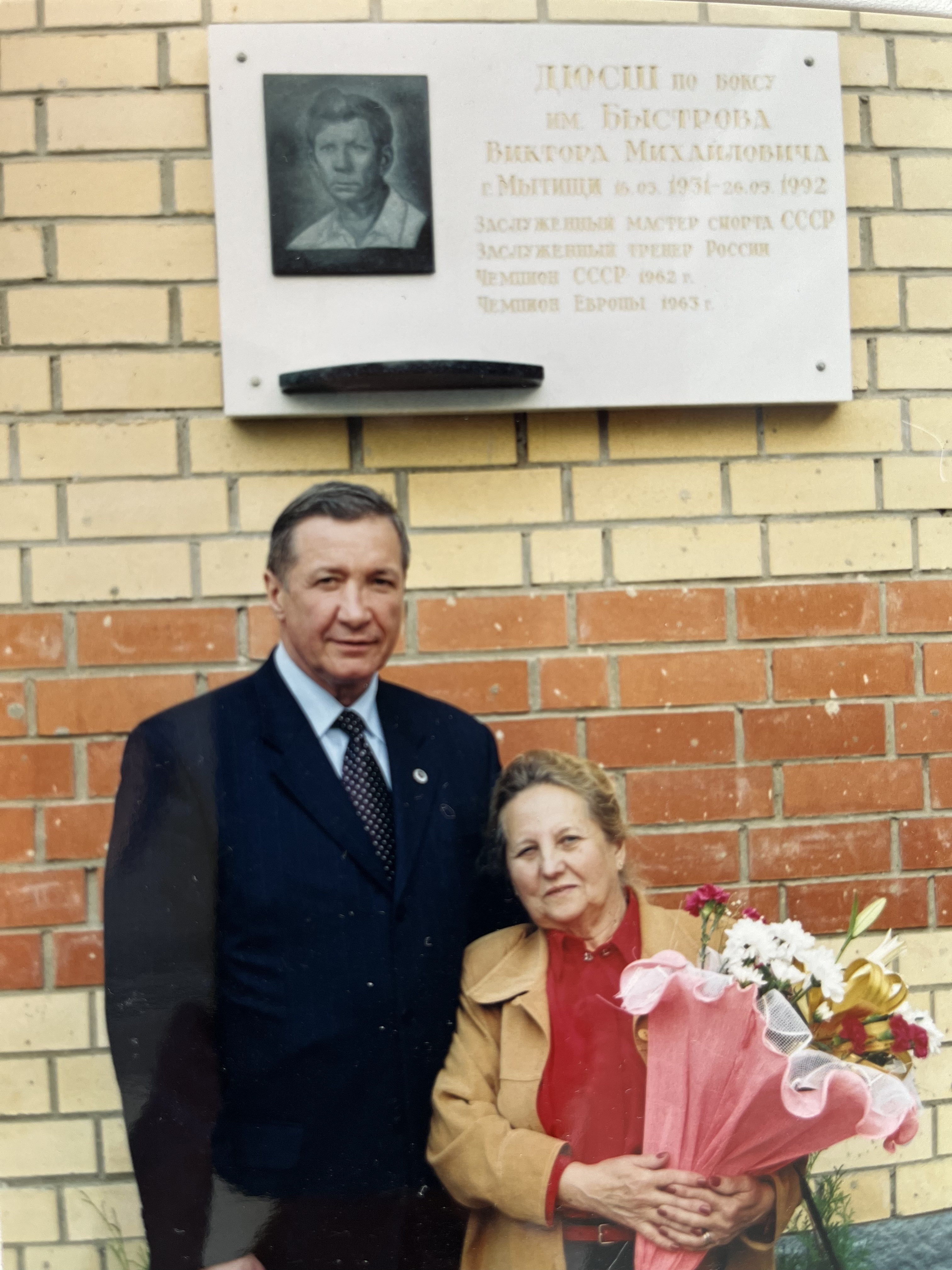
Быстров Юрий Степанович, Быстрова Элеонора Васильевна (жена Быстрова Виктора Михайловича)

Юрий Степанович Быстров, родился 10 июня 1946 года в городе Балленштедт(Германия) — советский боксёр, мастер спорта СССР международного класса, двукратный чемпион Вооружённых сил СССР, победитель Спартакиады народов СССР, чемпион Спартакиады дружественных армий, двукратный чемпион Белоруссии, неоднократный призёр Чемпионатов СССР, главный тренер Россовета «Динамо» (1985—1993), судья международной категории (AIBA), исполнительный директор Федерации бокса Московской области (2002—2012), председатель судейской коллегии Федерации бокса Московской области (2002—2012). Подполковник.
Брат — Виктор Михайлович Быстров.